# Francesco Talenti
Francesco Talenti (né v. 1300 à Florence - mort en 1369) est un sculpteur et un architecte italien qui fut actif au XIVe siècle.

## Biographie
Si l'activité d'architecte de Francesco Talenti est citée dans la réalisation du dôme d'Orvieto vers 1325 on ne sait quelles œuvres lui attribuer. En 1351, il devient maître d'œuvre dans l'édification de la cathédrale Santa Maria del Fiore de Florence, succédant à Andrea Pisano dans la direction des travaux. Il agrandit la structure en redessinant les grandes absides et le chevet dans la nef, rendant le dôme florentin le plus grand jamais construit jusqu'alors. Il termine le campanile de Giotto.
Son fils Simone Talenti fut plus sculpteur qu'architecte.